# 中兴路 (宁波)
中兴路是浙江省宁波市的一条道路，寓振兴宁波之意而得名，起点位于甬江大道，终点位于环城南路，其中甬江大道至江南路段为中兴北路，兴宁路至环城南路段为中兴南路，又称中兴南路延伸段，编号为X042:34，江南路至兴宁路段全长3.7公里，兴宁路至宁穿路段于1986年通车，宁穿路至明楼桥段于1987年通车，1995年延伸拓宽至兴宁路段:334，2018年改造，2019年完工，甬江大道至甬江大道段全长930米:334，江南路至江东北路段于1993年通车:984，江东北路至甬江大道段于2002年通车:301，兴宁路至环城南路段全长1.45公里，于1996年通车:334。

## 主要相交道路
- 中兴北路：
  - 甬江大道
  - 中兴大桥南匝道
  - 江东北路
  - 中兴大桥南引桥
  - 曙光北路
- 中兴路：
  - 江南路
  - 达升路
  - 通途路
  - 民安路
  - 惊驾路
  - 姚隘路
  - 宁穿路
  - 中山東路
  - 百丈东路
  - 新河路
- 中兴南路：
  - 兴宁路
  - 永达路
  - 宋诏桥路
  - 钱湖北路
  - 环城南路